# روبرتو پروزو
روبرتو پروزو (به ایتالیایی: Roberto Pruzzo) بازیکن فوتبال و اهل ایتالیا است 

## تیم ملی
از سال ۱۹۷۸ میلادی عضو تیم ملی فوتبال ایتالیا بوده و در ۶ بازی ملی حضور داشته‌است. او در بازی‌های ملی‌اش گلی به ثمر نرساند.
روبرتو پروزو آخرین بازی ملی خود را در سال ۱۹۸۲ میلادی انجام داد.